# Osséja
Osséja település Franciaországban, Pyrénées-Orientales megyében. Lakosainak száma 1376 fő (2022. január 1.). Osséja Valcebollère, Palau-de-Cerdagne, Bourg-Madame, Nahuja, Sainte-Léocadie és Err községekkel határos.

## Földrajz

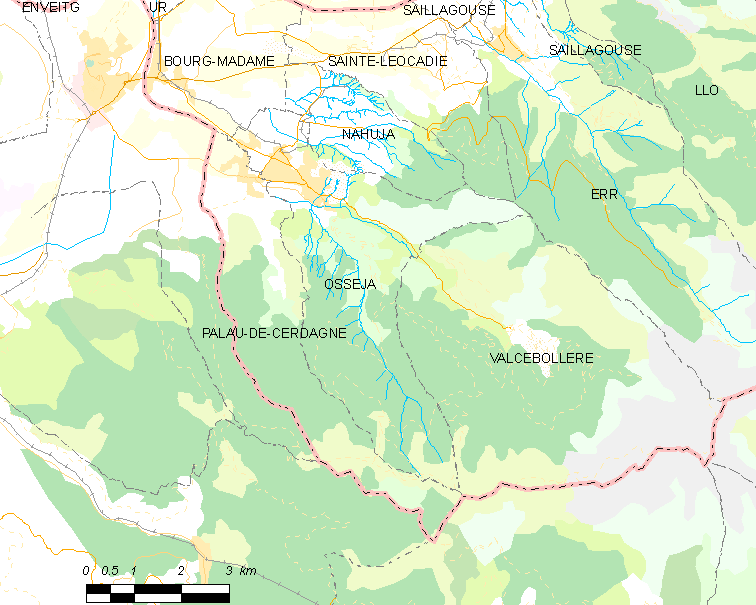
Osséja és környéke

## Népesség
A település népességének változása:
| Lakosok száma | 1333 | 1328 | 1378 | 1330 | 1336 | 1350 | 1366 | 1372 | 1376 |
|               | 2013 | 2015 | 2016 | 2017 | 2018 | 2019 | 2020 | 2021 | 2022 |